# Eleição municipal de Pelotas em 1959
A Eleição municipal de 1959 em Pelotas ocorreu em 15 de Novembro de 1959. Também no dia 15, ocorreram as eleições para renovar as 19 cadeiras da câmara municipal.

## Candidatos
| Partidos | Partidos          | Prefeito           | Vice-Prefeito          |
| -------- | ----------------- | ------------------ | ---------------------- |
|          | PTB, PSP, PR      | João Carlos Gastal | Joel da Silva Monteiro |
|          | PDC, PSD, UDN, PL | Oscar Rheingantz   | Cândido Lopez Neto     |

## Eleições

### Prefeito
| Turno único 15 de novembro de 1959 | Turno único 15 de novembro de 1959 | Turno único 15 de novembro de 1959 | Turno único 15 de novembro de 1959 |
| Candidatos                         | Candidatos                         | Votos                              | %                                  |
| ---------------------------------- | ---------------------------------- | ---------------------------------- | ---------------------------------- |
|                                    | João Carlos Gastal (PTB)           | 19.266                             | 55,9 / 100,0                       |
|                                    | Oscar Rheigantz (PDC)              | 15.179                             | 44,1 / 100,0                       |
| Votos válidos                      | Votos válidos                      | 34.445                             | 100,0 / 100,0                      |
| Votos válidos                      | Votos válidos                      | 34.445                             | 90,3 / 100,0                       |
| Votos em branco                    | Votos em branco                    | 1.553                              | 4,1 / 100,0                        |
| Votos nulos                        | Votos nulos                        | 2.157                              | 5,7 / 100,0                        |
| Comparecimento                     | Comparecimento                     | 38.155                             | 100,0 / 100,0                      |
| Comparecimento                     | Comparecimento                     | 38.155                             | 92,5 / 100,0                       |
| Abstenções                         | Abstenções                         | 3.110                              | 7,5 / 100,0                        |
| Eleitorado apto                    | Eleitorado apto                    | 41.265                             | 100,0 / 100,0                      |

### Vice Prefeito
| Turno único 15 de novembro de 1959 | Turno único 15 de novembro de 1959 | Turno único 15 de novembro de 1959 | Turno único 15 de novembro de 1959 |
| Candidatos                         | Candidatos                         | Votos                              | %                                  |
| ---------------------------------- | ---------------------------------- | ---------------------------------- | ---------------------------------- |
|                                    | Joel da Silva Monteiro (PTB)       | 17.106                             | 50,6 / 100,0                       |
|                                    | Cândido Lopez Neto (PDC)           | 16.730                             | 49,4 / 100,0                       |
| Votos válidos                      | Votos válidos                      | 33.836                             | 100,0 / 100,0                      |
| Votos válidos                      | Votos válidos                      | 33.836                             | 88,7 / 100,0                       |
| Votos em branco                    | Votos em branco                    | 2.198                              | 5,8 / 100,0                        |
| Votos nulos                        | Votos nulos                        | 2.121                              | 5,6 / 100,0                        |
| Comparecimento                     | Comparecimento                     | 38.155                             | 100,0 / 100,0                      |
| Comparecimento                     | Comparecimento                     | 38.155                             | 92,5 / 100,0                       |
| Abstenções                         | Abstenções                         | 3.110                              | 7,5 / 100,0                        |
| Eleitorado apto                    | Eleitorado apto                    | 41.265                             | 100,0 / 100,0                      |

### Câmara de Vereadores
| Resumo (por partido) | Resumo (por partido) | Resumo (por partido) | Resumo (por partido) | Resumo (por partido) |
| -------------------- | -------------------- | -------------------- | -------------------- | -------------------- |
|                      |                      |                      |                      |                      |
| Partido              | Partido              | Votos                | %                    | Vereadores           |
|                      | PTB                  | 13.402               | 37,4 / 100,0         | 9 / 19               |
|                      | PSD                  | 8.473                | 23,7 / 100,0         | 5 / 19               |
|                      | PL                   | 2.906                | 8,1 / 100,0          | 1 / 19               |
|                      | PSP                  | 2.772                | 7,7 / 100,0          | 1 / 19               |
|                      | PR                   | 2.718                | 7,6 / 100,0          | 1 / 19               |
|                      | PDC                  | 2.674                | 7,5 / 100,0          | 1 / 19               |
|                      | UDN                  | 2.384                | 6,7 / 100,0          | 1 / 19               |
|                      | PSB                  | 460                  | 1,3 / 100,0          | 0 / 19               |
| Votos válidos        | Votos válidos        | 35.789               | 100,0 / 100,0        |                      |
| Votos válidos        | Votos válidos        | 35.789               | 88,2 / 100,0         |                      |
| Votos em branco      | Votos em branco      | 1.397                | 3,7 / 100,0          |                      |
| Votos nulos          | Votos nulos          | 969                  | 2,5 / 100,0          |                      |
| Comparecimento       | Comparecimento       | 38.155               | 100,0 / 100,0        |                      |
| Comparecimento       | Comparecimento       | 38.155               | 92,5 / 100,0         |                      |
| Abstenções           | Abstenções           | 3.110                | 7,5 / 100,0          |                      |
| Eleitorado apto      | Eleitorado apto      | 41.265               | 100,0 / 100,0        |                      |